# 洪烝
洪烝（1538年—？），字惟進，號鹦洲，浙江嘉興府平湖縣人，明朝政治人物。

## 生平
嘉靖四十年（1561年）辛酉科浙江鄉試第十四名舉人，隆慶五年（1571年）辛未科二甲第三十六名進士。礼部觀政，授河南陳州知州，萬曆五年（1577年）擢兵部車駕司員外郎，攝治部事，尋晉吏部文選司郎中，卒於官。著有《来鹤轩稿》。

## 家族
曾祖洪必達；祖父洪清，聽選官；父洪梁，母陳氏。具慶下。子洪世基，举人，有文名。